# Unfabulous
Unfabulous è una serie televisiva statunitense per ragazzi, va in onda sul canale Nickelodeon.
Il telefilm parla di un gruppo di ragazzi che frequentano la high school. La serie ha debuttato nel 2004, ed è stato uno dei programmi più visti negli Stati Uniti d'America nella fascia dai 9 ai 14 anni.
La parte principale è interpretata da Emma Roberts.
L'autrice è Sue Rose, la creatrice delle serie tv animate Pepper Ann e Angela Anaconda. La sigla è cantata da Jill Sobule, che ha anche scritto le canzoni della serie.
Sono state trasmesse 3 stagioni fino al 2007.
Tutti gli episodi della prima e della seconda stagione sono disponibili nell'iTunes Store USA dal 2006.
In Italia la prima e la seconda serie sono andate in onda dal 30 settembre 2005 nel canale Nickelodeon di Sky.

## Trama
Unfabulous parla di una tredicenne che frequenta la seconda media, Addie Singer (Emma Roberts), che scrive canzoni della sua vita nella junior high school.
I suoi migliori amici sono Geena Fabiano (Malese Jow), considerata da tutti alla moda, si disegna i suoi vestiti da sola, e l'ecologista, giocatore di basket Zack (Jordan Calloway). Addie ha anche un fratello più grande, Ben (Tadhg Kelly), che lavora al Juice, il luogo dove si incontrano Addie e tutti i suoi amici spesso dopo la scuola.
Nella prima stagione, Addie è ossessionata da Jake Beari (Raja Fenske), per il quale ha una cotta. Nella seconda stagione, Addie comincia a frequentare la terza media e qui comincia ad uscire con Randy Klein (Evan Palmer). Ma la loro storia finisce quando Addie capisce alla fine della seconda stagione che le piace ancora Jake, così cerca di parlargliene ma presto scoprirà che Jake passerà il resto dell'estate in Canada, tutto si risolverà nell'ultimo episodio The Perfect Moment.

## Cast

### Attori principali
- Emma Roberts interpreta Addie Singer
- Malese Jow interpreta Geena Fabiano
- Jordan Calloway interpreta Zack Carter-Schwartz
- Tadhg Kelly interpreta Ben Singer il fratello maggiore di Addie
- Molly Hagan interpreta Sue Singer la madre di Addie.
- Marcus Flanagan interpreta Jeff Singer il padre di Addie.
- Chelsea Tavares interpreta Cranberry
- Emma Degerstedt interpreta Maris

### Attori secondari
- Mildred Dumas interpreta la Preside Brandywine
- Mary Lou interpreta Mary Ferry
- Dustin Ingram interpreta Duane Oglivy
- Carter Jenkins interpreta Eli Pataki
- Raja Fenske interpreta Jake Behari
- Stephen Lunsford interpreta Chad
- Evan Palmer interpreta Randy Klein
- Sean Whalen interpreta Coach Pearson
- Bianca Collins interpreta Patti Perez
- Sarah Hester interpreta Jen
- Brandon Smith interpreta Mario
- Harry Perry III interpreta Manager Mike
- Miranda Cosgrove è stata guest star in un episodio.

## Episodi
| Stagione         | Episodi | Prima TV originale | Prima TV Italia |
| ---------------- | ------- | ------------------ | --------------- |
| Prima stagione   | 13      | 2004-2005          | 2005            |
| Seconda stagione | 15      | 2005-2006          | 2005            |
| Terza stagione   | 13      | 2007               | 2007-2008       |

## Merchandising
Nel novembre 2005 sono usciti due libri, Keepin It Real e Split Ends, scritti da Robin Wasserman, ed è anche uscita la prima linea di vestiti basati sul guardaroba di Addie nel telefilm. Nel febbraio 2006 sono stati pubblicati altri 2 libri, Starstruck e Jinxed!.
Il 25 settembre 2006 è stato anche pubblicato un videogioco basato al telefilm per il Game Boy Advance dalla THQ.
Solo un episodio di Unfabulous, l'episodio della prima stagione The Little Sister, è stato pubblicato nel DVD TEENick Picks, nell'aprile 2006, insieme agli episodi di Drake & Josh, Zoey 101, Ned - Scuola di sopravvivenza, e Romeo.

## Colonna sonora
Il 27 settembre 2005, dopo la première della seconda stagione, la Columbia Records e la Nick Records hanno pubblicato l'album musicale Unfabulous and More: Emma Roberts, contenente la colonna sonora del telefilm e l'album di debutto di Emma Roberts.
L'album include Dummy e I Wanna Be, di cui sono stati pubblicati dei video musicali, e anche dei brani co-scritti da Emma Roberts: I Have Arrived e This Is Me.
Tra gli altri brani Punch Cocker, New Shoes, 94 Weeks e Mexican Wrestler.
L'album è arrivato al n°46 della Billboard's Top Heatseekers.